# Boreotrophon stuarti
Boreotrophon stuarti är en snäckart som först beskrevs av E. A. Smith 1880.  Boreotrophon stuarti ingår i släktet Boreotrophon och familjen purpursnäckor. Inga underarter finns listade i Catalogue of Life.